# Patkánymese
A Patkánymese (eredeti címe: Rat) 2000-es brit-ír-amerikai kooprodukcióban készült vígjáték, amelyet Steve Barron rendezett. A forgatókönyvet Wesley Burrowes készítette, amelyet Franz Kafka Átváltozás című műve ihletett. A produkció főszerepében Imelda Staunton és Pete Postlethwaite. 2000. október 6-án mutatták be Írországban. Az Egyesült Államokban 2001. április 27-én vetítették a mozikban, az Egyesült Királyságban videokazettán jelent meg. Magyarországon 2001. április 12-től volt megtekinthető a mozikban.

## Cselekmény
Hubert Flynn a helyi kocsmában töltött szokásos ivós estéje után hazatérve patkánnyá változik. Hubert családját megosztja az eset, egyedül lánya, Marietta áll az oldalára. Phelim Spratt szellemíró a rádióból értesül Hubertről, és meggyőzi Hubert feleségét, Conchitát, hogy írjanak könyvet a történetről. Mivel Phelim Conchita bátorságáról és a családi hűségről akar írni, azt javasolja, hogy mutassák meg Hubertet a nyilvánosságnak.
Hubert megváltozott életvitele azonban nem tartja össze a családot, és mikor megharapja Conchitát, otthagyják őt egy kukacfarmon. Hubert negyven mérföldet vándorol vissza a házhoz, hogy karácsonykor a családjával lehessen. Hubert majd meghal a kimerültségtől, ezért Conchita orvost és papot hivat. Mikor a pap elvégzi az ördögűzést, Hubert visszaváltozik emberré. Phelim és Conchita megrettennek, hogy nem fogja elhinni senki a történetüket, ezért bezárják a férfit a szobájába, és szereznek egy másik patkányt.
Hubert kiabálását meghallja a szomszéd Daisy, aki rendőrt hív, és megkezdődik a nyomozás. Hubert elrakja Conchitáék könyvének kéziratát, a felesége pedig közli vele, hogy elmegyógyintézetbe küldik, amíg a könyvet ki nem adják. A rendőrök megjelenésére kiszalad a patkány az ajtón, és a család üldözni kezdi. Mikor Phelimnek sikerül elkapnia, megharapja az ujját. Hubert megjelenik mögötte emberként, és elárulja, hogy az a patkány Conchita, aki a patkányharapástól változott át. Phelimet elzavarják a háztól, a film végén pedig ő is patkánnyá változik.

## Szereplők
| Szerep            | Színész            | Magyar hang      |
| ----------------- | ------------------ | ---------------- |
| Conchita Flynn    | Imelda Staunton    | Bessenyei Emma   |
| Matt bácsi        | Frank Kelly        | n.a              |
| Phelim Spratt     | David Wilmot       | Sebestyén András |
| Pius Flynn        | Andrew Lovern      | Simonyi Balázs   |
| Marietty Flynn    | Kerry Condon       | Molnár Ilona     |
| Hubert Flynn      | Pete Postlethwaite | Uri István       |
| Daisy             | Veronica Duffy     | n.a              |
| Rudolph           | Ed Byrne           | n.a              |
| a doktor          | Geoffrey Palmer    | n.a              |
| Geraldo atya      | Niall Toibin       | n.a              |
| Mick, a bárpultos | Peter Caffrey      | n.a              |

## Fogadtatás

### Kritikai visszhang
A filmhez nem érkezett elég kritika, hogy a Rotten Tomatoes és a MetaCritic kiértékelhesse.

### Bevételi adatok
A Box Office Mojo szerint a film 5980 dolláros bevételt szerzett, a költségvetésről nincs adat.